# Základní pohyby v taekwondu
Základní pohyby (korejsky: 기본동자 – kibon tongdžak) jsou základní cviky v taekwondu, které se skládají z několika po sobě jdoucích základních technik (korejsky: 기본연스 – kibon jonsup). Technika je vždy konkrétní pohyb rukou nebo nohou, případně jejich libovolná kombinace. 
Začátečníci se učí dvě základní cvičení – sadžu čirugi (hangul: 사주찌르기, v anglickém přepisu saju jirugi, česky úder do čtyř stran) a sadžu makki (hangul: 사주막ᄀ, v anglickém přepisu saju makgi, česky blok do čtyř stran). Zvládnutí těchto cvičení je součástí výuky na technický stupeň 9. kup (bíložlutý pásek). Sadžu čirugi se skládá ze 14 pohybů, po 7 pohybech pravou a 7 pohybech levou nohou v kombinaci s úderem nebo blokem. Sadžu makki se skládá z 16 pohybů, po 8 pohybech pravou a 8 pohybech levou nohou v kombinaci se dvěma střídajícími se bloky. Encyklopedie taekwonda obsahuje kromě těchto dvou základních cvičení ještě třetí – sadžu tulkchi (hangul: 사주뚫기, v anglickém přepisu saju tulgi, česky bodnutí do čtyř stran), které je určené pro žáky s technickým stupněm 2. kup. To však není součástí zkoušek na vyšší technický stupeň.

## Sadžu čirugi
Výchozí postoj: naranhi čunbi sogi
1. ↑ konnun so ap čirugi
pravou nohou dopředu
2. ↳ konnun so pakat pchalmok nadžunde makki
3. ↑ konnun so ap čirugi
4. ↳ konnun so pakat pchalmok nadžunde makki
5. ↑ konnun so ap čirugi
6. ↳ konnun so pakat pchalmok nadžunde makki
7. ↑ konnun so ap čirugi
↲ naranhi čunbi sogi
standardní rychlost technik
8. ↑ konnun so ap čirugi
levou nohou dopředu
9. ↲ konnun so pakat pchalmok nadžunde makki
10. ↑ konnun so ap čirugi
11. ↲ konnun so pakat pchalmok nadžunde makki
12. ↑ konnun so ap čirugi
13. ↲ konnun so pakat pchalmok nadžunde makki
14. ↑ konnun so ap čirugi

Závěrečný postoj: ↳ naranhi čunbi sogi

## Sadžu makki
Výchozí postoj: naranhi čunbi sogi
1. ↓ konnun so sonkchal nadžunde makki
pravou nohou dozadu
2. ↑ konnun so an pchalmok kaunde jop makki
3. ↳ konnun so sonkchal nadžunde makki
4. ↑ konnun so an pchalmok kaunde jop makki
5. ↳ konnun so sonkchal nadžunde makki
6. ↑ konnun so an pchalmok kaunde jop makki
7. ↳ konnun so sonkchal nadžunde makki
8. ↑ konnun so an pchalmok kaunde jop makki
↳ naranhi čunbi sogi
standardní rychlost technik
9. ↓ konnun so sonkchal nadžunde makki
levou nohou dozadu
10. ↑ konnun so an pchalmok kaunde jop makki
11. ↲ konnun so sonkchal nadžunde makki
12. ↑ konnun so an pchalmok kaunde jop makki
13. ↲ konnun so sonkchal nadžunde makki
14. ↑ konnun so an pchalmok kaunde jop makki
15. ↲ konnun so sonkchal nadžunde makki
16. ↑ konnun so an pchalmok kaunde jop makki

Závěrečný postoj: ↳ naranhi čunbi sogi

## Sadžu tulkchi
Výchozí postoj: moa čunbi sogi C
1. ↟ mikulmjo niundža so jop pchalgup tulkchi
pravou nohou dopředu
2. ↞ mikulmjo niundža so jop pchalgup tulkchi
3. ↞ mikulmjo niundža so jop pchalgup tulkchi
4. ↞ mikulmjo niundža so jop pchalgup tulkchi
↲ moa čunbi sogi C
standardní rychlost technik
5. ↟ mikulmjo niundža so jop pchalgup tulkchi
levou nohou dopředu
6. ↠ mikulmjo niundža so jop pchalgup tulkchi
7. ↠ mikulmjo niundža so jop pchalgup tulkchi
8. ↠ mikulmjo niundža so jop pchalgup tulkchi

Závěrečný postoj: ↳ moa čunbi sogi C